# Total War Battles: Shogun
Total War Battles: Shogun est un jeu vidéo de stratégie en temps réel développé par Creative Assembly et édité par Sega. Il est sorti le 19 avril 2012 sur iOS et le 29 août 2012 sur Microsoft Windows.

## Système de jeu
Total War Battles: Shogun se joue de la même manière que les autres jeux de la franchise, mais sans statistiques ni barres de santé, le joueur peut observer ses samouraïs pour voir leurs statuts actuels. Des bâtiments peuvent être placés pour produire plus d'unités. Les unités ne peuvent pas battre en retraite en raison du Bushido, et un certain nombre d'unités ne peuvent qu'être utilisées à la fois.

## Trame
Le jeu se déroule au Japon de la fin du XVIe siècle, où le joueur doit se venger de la mort de son clan en attaquant un autre clan rival.

## Accueil
Le jeu a été reçu positivement, avec un score global de 83/100 sur l'agrégateur de critiques Metacritic.
Mark Brown de Pocket Gamer UK a évalué le jeu de 9/10 et lui a décerné le Gold Award, affirmant qu'il s'agissait d'une « production de haute qualité » qui « rationalise le genre RTS pour le jeu mobile » sans sacrifier sa profondeur.
Cassandra Khaw de TouchArcade a évalué le jeu de 4/5 étoiles, affirmant que le manque de statistiques visibles pourrait être un problème pour certains joueurs, mais que les graphismes du jeu étaient bien faits, le doublage était « décent » et la bande son était « épique ».
Edge a noté le jeu de 8/10, affirmant qu'il avait un « niveau de finition peu commun pour un titre iOS » et que sa « durée d'exécution de dix heures justifie le prix élevé ».